# Britomartis cleoboides
Britomartis cleoboides är en fjärilsart som beskrevs av Henry John Elwes 1892. Britomartis cleoboides ingår i släktet Britomartis och familjen juvelvingar. Inga underarter finns listade i Catalogue of Life.

## Bildgalleri

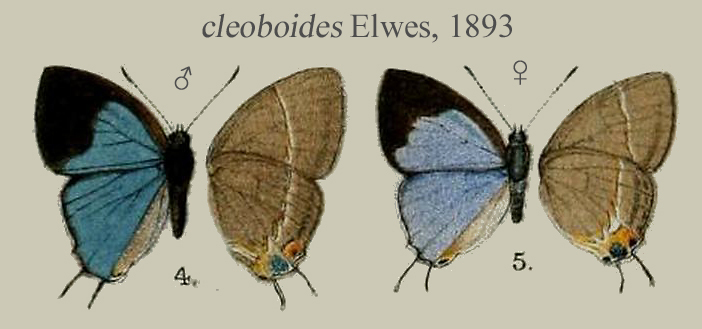